# Melanophoxus brunneri
Melanophoxus brunneri är en insektsart som beskrevs av Heinrich Hugo Karny 1907. Melanophoxus brunneri ingår i släktet Melanophoxus och familjen vårtbitare. Inga underarter finns listade i Catalogue of Life.